# Corneli (papa)
|  | Per a altres significats, vegeu «Corneli». |

Corneli (c.251-c.253) va ser el vint-i-unè bisbe de Roma i el vintè successor de sant Pere. Fou escollit, en contra de la seva voluntat, a la fi de la persecució de Deci quan apareixen dos rivals en contra de l'emperador. Durant el seu pontificat apareix un bisbe rival, Novacià, que l'acusà de tenir una actitud massa laxa envers els pecadors. Segons Novacià, com que l'Església és una església de sants, no pot tolerar l'existència de pecadors en el seu si. Una nova persecució de l'emperador Trebonià Gal (251-253) va desterrar Corneli a l'actual Civitavecchia, on va morir el 253. És venerat com a sant, la seva festivitat és el 16 de setembre, juntament amb Cebrià de Cartago.

## Elecció
En termes generals, s'accepta la dada del Catàleg Liberià que regnà dos anys, tres mesos i deu dies, així ho consideraren Richard Lipsius, Joseph Lightfoot i Adolf von Harnack. El seu predecessor, Fabià, va ser executat per Deci el 20 de gener de 250. A començaments de març del 251, la persecució va disminuir a causa de l'absència de l'emperador, que lluitava contra dos rivals que s'havien rebel·lat. Segons les epístoles de Cebrià de Cartago hi havia altres bisbes susceptibles d'ésser escollits bisbe de Roma, però, tanmateix, Corneli fou elegit en contra de la seva voluntat: «Pel judici de Déu i de Crist, pel testimoni de gairebé tot el clergat, pel vot de la gent llavors present, pel consentiment dels sacerdots ancians i dels homes bons, en un moment en què ningú n'havia fet cas en ell, quan el lloc de Fabià, que és el de Pere, i el pas a la cadira sacerdotal eren vacants. […] Quina fortalesa en llur acceptació de l'episcopat, quina força d'esperit, quina fermesa de fe, que intrèpid pren el seu lloc a la cadira sacerdotal, en un moment en què el tirà en llur odi als bisbes feia amenaces inconfessables, quan sentí amb molta més paciència que un príncep rival estava sorgint en contra seva, i que un bisbe de Déu era nomenat a Roma.» Es pregunta Cebrià, si Corneli ha d'ésser comptat entre els confessors i màrtirs que esperaven l'esposa, la creu o la tortura.

## Cisma de Novacià
Setmanes més tard a la seva elecció, un sacerdot romà, Novacià, s'autoproclamà antipapa i tot el món cristià s'esvalotà pel cisma produït a Roma. Però l'adhesió de Cebrià assegurà a Corneli la fidelitat dels centenars bisbes africans, i la influència del bisbe d'Alexandria, Dionís el Gran, també va mantenir la confiança a Corneli a la zona oriental, perquè, de fet, havia estat l'escollit pel mètode habitual. A la mateixa Itàlia, el bisbe romà va reunir un sínode de seixanta bisbes, alguns dels quals, com Fabià d'Antioquia va vacil·lar; tres cartes seves a Corneli són conegudes a través d'Eusebi de Cesarea, que n'extreu la informació d'una d'elles, a la qual Corneli detalla els errors de l'elecció de Novacià i ho presenta amb una considerable amargor.

## Estat de l'Església romana
De manera indirecta i accidental se sap que en aquella època l'Església Romana estava formada per 46 bisbes, 7 diaques, 7 sotsdiaques, 42 acòlits, 52 ostiaris, i prop de 1500 vídues i indigents. A partir d'aquestes xifres s'ha estimat la població cristiana de Roma en 50.000 persones, si bé alguns autors, com Harnack, van considerar aquesta xifra massa alta. En el pontificat anterior, Fabià havia dividit Roma en set regions, sembla que cadascuna d'elles tenia un diaconat, un sotsdiaconat i sis acòlits. De les cartes de Corneli a Cebrià dues han arribat a època contemporània, juntament amb nou cartes de Cebrià a Corneli. S'ha demostrat que les cartes estan escrites en el llatí vulgar col·loquial de l'època, i no pas en un estil més clàssic com podria haver estat per les qualitat d'antic orador de Cebrià. Corneli va sancionar les mesures de Cebrià i acceptà del seu Concili de Cartago del 251 la restauració a la comunió, després de canviar les formes de penitència dels que havien refusat a la fe durant la persecució de Deci.

## Exili i mort
A principis de l'any 252 esclata una nova persecució i Corneli fou desterrat a Centumcellæ (Civitavecchia). No va haver-hi desercions entre els cristians romans, tots confessaren. Escriu Cebrià que Corneli va conduir als seus germans de fe en la confessió, fent una manifesta referència a la confessió de sant Pere: «Amb un sol cor i una sola veu tota l'Església Romana confessà. Llavors es demostrà, estimat Germà, que la fe que beneí els Apòstols et lloà a tu; fins i tot llavors va preveure en esperit la teva gloriosa fortalesa i ferma força.» El juny Corneli morí com a màrtir, així és com l'anomena sant Cebrià reiteradament. El Catàleg Liberià esmenta una fórmula segons la qual s'extreu que va morir en els rigors del seu exili, tot i que posteriorment s'ha dit que va ser decapitat. Jeroni d'Estridó diu que Conerli i Cebrià van patir martiri el mateix dia però de diferents anys, i la seva afirmació poc acurada s'acceptà. La festa de sant Cebrià era, de fet, celebrada a Roma a la tomba de Corneli; al segle iv l'obra Depositio Martirum «XVIII kl Octob Cypriani Africæ Romæ celebratur in Callisti » (18 d'octubre: Cebrià d'Àfrica, celebració romana a [la catacumba de] Calixt). Corneli no fou enterrat a la capella dels papes, sinó a una catacumba adjunta, potser de la família nobles dels Cornelis. La seva inscripció és Cornelius Martyr, en llatí, a diferència dels casos de Fabià i Luci, escrits en grec. La seva festa és celebrada, amb la de sant Cebrià, el 16 de setembre, possiblement la data en què es van traslladar les seves restes de Centumcellæ a les catacumbes.